# Communauté de communes de la vallée de Barétous
Pour les articles homonymes, voir CCVB.
La communauté de communes de la vallée de Barétous est une ancienne communauté de communes française, située dans le département des Pyrénées-Atlantiques et la région Nouvelle-Aquitaine.
Depuis le 1er janvier 2017, elle est intégrée à la communauté de communes du Haut Béarn.
La transformation en communauté de communes de la structure préexistante a été réalisée le 19 décembre 2001.

## Composition
La communauté de communes regroupe 6 communes :
| Code INSEE | Commune           | Maire             | Population | Superficie | Densité       | Délégués |
| ---------- | ----------------- | ----------------- | ---------- | ---------- | ------------- | -------- |
| 64020      | Ance              | JARGOYHEN Corinne | 252 hab    | 1 012 ha   | 23,8 hab./km² |          |
| 64029      | Aramits           | Étienne SERNA     | 667 hab.   | 2 955 ha   | 22,6 hab./km² |          |
| 64040      | Arette            | Pierre Casabonne  | 1 092 hab. | 9 223 ha   | 11,8 hab./km² |          |
| 64225      | Féas              | Jean Claude Coste | 404 hab.   | 1 371 ha   | 29,5 hab./km² |          |
| 64276      | Issor             | Michel LAUGA      | 252 hab.   | 2 300 ha   | 11,0 hab./km² |          |
| 64310      | Lanne-en-Barétous | Lydie Campello    | 506 hab.   | 4 148 ha   | 12,2 hab./km² |          |
|            |                   |                   | 3 162 hab. | 21 009 ha  | 15,1 hab./km² | 19       |

La communauté de communes fait partie du Pays d'Oloron et du Haut-Béarn.